# Гајлнау
Гајлнау (њем. Geilnau) општина је у њемачкој савезној држави Рајна-Палатинат. Једно је од 137 општинских средишта округа Рајн-Лан. Према процјени из 2010. у општини је живјело 385 становника. Посједује регионалну шифру (AGS) 7141045.
Овде се налази Скит Светог Спиридона.

## Географски и демографски подаци
Гајлнау се налази у савезној држави Рајна-Палатинат у округу Рајн-Лан. Општина се налази на надморској висини од 98 метара. Површина општине износи 2,2 km². У самом мјесту је, према процјени из 2010. године, живјело 385 становника. Просјечна густина становништва износи 171 становника/km².